# Manastir sv. Joakim Osogovski
Sveti Joakim Osogovski (makedonski:  Свети Jоаким Осоговски) je manastir koji se nalazi pored grada Krive Palanke, na padinama Osogovske planine kod mjesta Babin Dol na sjeveroistoku Republike Makedonije.

## Povijest
Osogovski manastir ima dugu povijest. U biografiji (žitije) sv. Joakima Osogovskog se govori da je za vrijeme bizantskog cara Manuela I. Komnena (1143. – 1180.) monah Teofan iz Ovčeg polja utemeljio manastir i u njemu pokopao sveca. Manastir se spominje po prvi puta za vrijeme bugarskog cara Kalojana (1196. – 1207.). U Karlovačkom ljetopisu (iz 1505. g.) se navodi, da je srpski kralj Stefan Uroš II. (1282. – 1321.) dao izgraditi crkvu posvećenu Svetom Joakimu Osogovskom. 1330. godine srpski kralj Stefan Uroš III. (1321. – 1331.) boravio je u manastiru pred bitkom kod Velbužda (Ćustendil). Turski sultan Mehmed II. (1444. – 1446. i 1451. – 1481. ) je 1436. godine boravio u manastiru prije svog vojnog pohoda na Bosnu.
U drugoj polovici 16. stoljeće manastir počinje propadati i monasi traže materijalnu pomoć od Dubrovačke Republike. Po danas znanim povijesnim dokumentima 1474. godine vijeće Dubrovačke Republike darovalo je 20 zlatnika - milostinja data bugarskom manastiru sv.Joakima (...elemosinam monosterio Sancti Joachim partium Bulgarie). 

Katastrofalni potres 1585. godine, znatno je oštetio manastirske objekte, te je iguman manastira Gervasij, zajedno s ćustendilskim mitropolitom Visarijonom i jeromonahom Stefanom iz Bilinskog manastira, krenuo na put u Rusiju tražiti materijalnu pomoć da obnove manastir.
Negdje oko 1762. godine manastir se našao u teškim prilikama, а tad su izgubljene i relikvije sveca Joakima Osogovskog. Osmanske vlasti su ustezale dati dozvolu za obnovu samostana, i obnovu slobodnog slavljenja vjerskih svetkovina kršćanskom stanovništu. 1847. godine uz veliku materijalnu pomoć Stefana Mladenova iz Krive Palanke, počela je izgradnja velike manastirske crkve posvećene Svetom Joakimu Osogovskom. Crkva je posvećena 1851. godine. Još u drugoj polovici 19. stoljeća u manastiru je bilo puno monaha, ali je već 1900. godine ostao samo jedan.

## Arhitektura i zidno slikarstvo
Velika manastirska crkva je monumentalna kamena građevina s kupolama. Crkva je izgrađena za četiri godine od strane majstora Andreja Damjanova - Zografskog iz roda Renzovci (Debarski kraj) i dovršena 1851. godine. Freske su djelo slikara Dimitra Antonova Pogradiškog, koji je u samostanu višekratno boravio u razdolju 1884. – 1945. godine, zajedno sa svojim pomoćnicima iz sela Tresonče; Grigorijem Petrovim, Avramom Dičevim i Mironom Ilijevim (Debarska slikarska škola). 
Za malenu manastirsku crkvu Rođenja sv.Bogorodice pretpostavlja se da je izgrađena pri kraju 11. stoljeća, a da je obnovljena u vrijeme vladavine srpskog kralja Stefana Uroša II. (13. stoljeća). Crkva je potpuno obnovljena pri kraju 19. stoljeća. Tlocrt crkve je upisani križ, s kalotama i osmerokutnim tamburom na sjecištu križeva. Оd najranijeg sloja fresaka, očuvani su samo ornamentalni fragmenti na sjevernoj strani oltara. Današnje freske u crkvi su iz novijeg vremena. Ikonostas ima dvije vrijedne ikone, koje je naslikao najvjerojatnije Hristo Dimitrov (iz Samokovske škole). Pored crkve nalazi se izvor za koji vjernici drže da ima ljekovita svojstva. 

## Vanjske poveznice
- O manastiru Sv. Joakim Osogovski na stranicama Makedonske pravoslavne crkve
- Manastir Sv. Joakim Osogovski  Arhivirana inačica izvorne stranice od 9. rujna 2011. (Wayback Machine)
- Manastir Sv. Joakim Osogovski, na portalu Kriva Palanka  Arhivirana inačica izvorne stranice od 27. prosinca 2009. (Wayback Machine)